# Курбанов, Джамбулат
Джамбула́т Курба́нов (род. 10 июля 1985) — российский боец смешанных единоборств, чемпион России по рукопашному бою и джиу-джитсу, обладатель Кубка мира по кик-джитсу. Дебютный бой, который Курбанов провёл 22 октября 2011 года против Руслана Жемухова, завершился победой Курбанова единогласным решением судей. По состоянию на 2023 год, Курбанов провёл 10 боёв, из которых выиграл 8 (4 сдачей соперника и 4 решением судей), один бой проиграл техническим нокаутом (удары) и один свёл вничью.

## Статистика боёв
| #  | Результат | Дата                 | Турнир                                                                | Соперник             | Страна  | Раунд | Время | Метод                              |
| -- | --------- | -------------------- | --------------------------------------------------------------------- | -------------------- | ------- | ----- | ----- | ---------------------------------- |
| 10 | Победа    | 24 октября 2015 года | ACB 24 — Grand Prix Berkut 2015 Final                                 | Александр Чернов     | Украина | 3     | 5:00  | Единогласное решение               |
| 9  | Победа    | 6 июня 2015 года     | M-1 Challenge 58 — Battle in the Mountains 4                          | Александр Панасюк    | Украина | 1     | 3:18  | Сабмишном (рычаг локтя)            |
| 8  | Поражение | 17 декабря 2014 года | M-1 Global / Absolute Championship Berkut — M-1 Challenge 54 / ACB 12 | Максим Дивнич        | Россия  | 3     | 1:20  | Техническим нокаутом (удары)       |
| 7  | Победа    | 7 июня 2014 года     | M-1 Challenge 49 — Battle in the Mountains                            | Дмитрий Коробейников | Россия  | 1     | 1:21  | Сабмишном (удушение треугольником) |
| 6  | Победа    | 6 апреля 2014 года   | Absolute Championship Berkut — Grand Prix Berkut 5                    | Артур Сагоян         | Россия  | 1     | 1:13  | Сабмишном (рычаг локтя)            |
| 5  | Победа    | 27 февраля 2013 года | M-1 Challenge 37 — Khamanaev vs. Puhakka                              | Мариуш Радзисзевский | Польша  | 3     | 5:00  | Единогласное решение               |
| 4  | Ничья     | 8 декабря 2012 года  | M-1 Challenge 36 — Confrontation in Mytishchi                         | Ислам Гугов          | Россия  | 2     | 5:00  | Решение                            |
| 3  | Победа    | 20 октября 2012 года | Berkut Cup — 2012                                                     | Лом-Али Нальгиев     | Россия  | 2     | 5:00  | Единогласное решение               |
| 2  | Победа    | 6 июня 2012 года     | M-1 Challenge 33 — Emelianenko vs. Magomedov 2                        | Иван Рауль           | Испания | 1     | 2:47  | Сабмишном (рычаг локтя)            |
| 1  | Победа    | 22 октября 2011 года | ProFC — Battle in the Caucasus                                        | Руслан Жемухов       | Россия  | 2     | 5:00  | Единогласное решение               |